# Інститут Маркіяна Шашкевича
Інститут Маркіяна Шашкевича — установа, в якій експонувалася, зберігалася і досліджувалася творча спадщина
Маркіяна Шашкевича та інших діячів «Руської трійці», матеріали, що відображають
їхню громадсько-культурну діяльність на ниві українського національного відродження, поступ у ділянці шашкевичезнавства, у плеканні традицій та вшануванні пам'яті поета.
Заснований у жовтні 1962 року за ініціативою УВАН у Канаді у відповідь на кривотлумачення творчої спадщини поета у підрадянській Україні. Із 1972 року — філія Українського католицького університету в Римі. Влаштовував наукові сесії, виставки, презентації, концерти, маніфестації з нагоди ювілеїв М. Шашкевича, утримував багатий архів і спеціалізовану бібліотеку з шашкевичезнавства, опікувався пам'ятником М. Шашкевичу та парком його імені у Вінніпезі (провінція Манітоба, Канада).
Видавав періодичний орган «Шашкевичіана» (1963—1988, 43 випуски), «Бібліотеку Шашкевичіани» (6 випусків). Видав портрет
М. Шашкевича пензля Р. Коваля (1983), перевидав альманах «Русалка Дністровая» (1987). Опублікував біобібліографічний покажчик «Маркіян Шашкевич» (1989) та «Збірник музичних творів на слова Маркіяна Шашкевича» (1992).
Керівництво установою здійснювала кураторія. Посаду її голови обіймали Я.-Б. Рудницький (1962—1969), д-р о. О. Баран (1969—1979), М. Марунчак (1979—99), д-р Я. Розумний (1999—2007). Згідно з ухвалою кураторії від 27 серпня 1999 року інститут-заповідник 2007 припинив свою діяльність, а його архів і видання передано до Музею Консисторії Української католицької церкви у Вінніпезі.